# Kenye Noda
Kenye Noda ist eine Kanutin aus den Föderierten Staaten von Mikronesien.
Bei den Mikronesienspielen 2018 gewann sie gemeinsam mit Ann-Marie Killin, Sweetyona Tulensru, Suzie Benjamin, Evelyn Alik, Lorie Ann Alik, Regina Killin und Lolynn Tilfas im Boot der Insel Kosrae die Silbermedaille im 500-Meter-Rennen der Frauen im Va'a.